# Курісове
Курісове — село у Березівському районі Одеської області в Україні. Адміністративний центр Курісовської сільської громади. Населення становить 3676 осіб.
Засноване наприкінці XVIII століття. Носило назву Курісове-Покровське, в 1921 році перейменовано в Петровське, з 1937 року — Петрівка, з 2016 року — Курісове.
Село лежить поблизу Тилігульського лиману.

## Географія
Село розміщене на Причорноморській низовині в балках, що впадають до Тилігульського лиману. Розташоване в балці, що впадає в річку Балай.
Клімат помірно континентальний. Середня температура січня -2 °C, липня +22 °C.
Поблизу села створено загальнозоологічний заказник загальнодержавного значення Петрівський та орнітологічний заказник загальнодержавного значення Коса Стрілка.

## Маєток Покровське

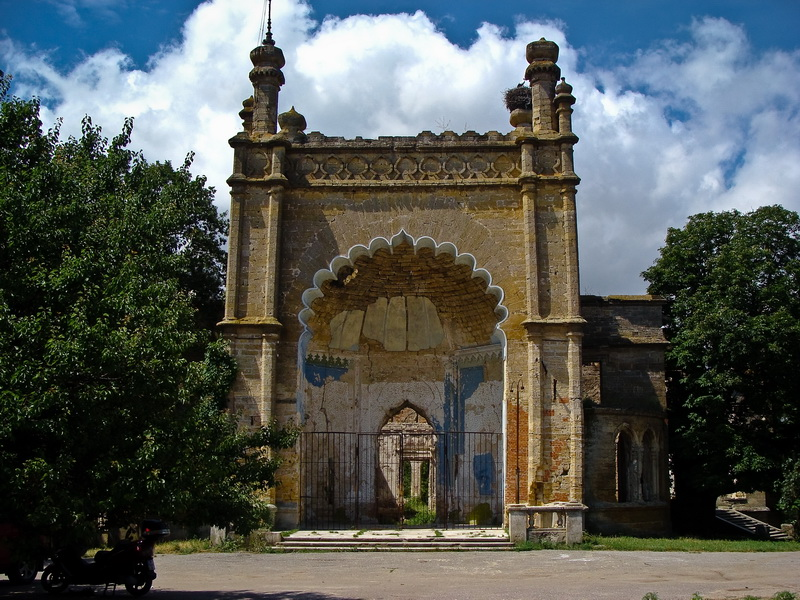
Найстарша частина палацу

У селі Курісове розташований пам'ятник культури державного значення — Палац-Садиба Курісів, що належало колись колишньому начальнику канцелярії Суворова, пізніше керівникові секретного відділу при головкомандувачі підполковнику Іванові Онуфрійовичу Курісу. Одним з нащадків Куріса є колишній прем'єр-міністр Франції Габріель Атталь (Gabriel Nissim Attal de Couriss), який відвідав село і палац у 2024 р. Палац будувався в два етапи: східна частина — в 1810–1820 роках невідомим архітектором, західна — в 1891–1892 роках одеським архітектором М. К. Толвінським. Споруда нагадує середньовічний замок, у його декорі використані елементи готики і мавританського стилю. До наших днів збереглися палац, фрагменти парку і господарський корпус.

## Історія
Станом на 1886 у містечку Курісове-Покровське, центрі Курісо-Покровської волості Одеського повіту Херсонської губернії, мешкало 570 осіб, налічувалось 115 дворових господарств, існували православна церква, школа, паровий млин, 8 крамниць, заїзд. За 5 верст — трактир. За 7 верст — трактир, заїзд, крамниця. За 10 верст — лютеранський молитовний будинок, крамниця. За 15 верст — православна церква, римо-католицький молитовний будинок, 4 крамниці.
Після революції маєток Курісів був пограбований, останки поміщиків були викинуті з сімейного склепу в поле. У 1921 році село перейменували на Петровське, на честь голови ВУЦВК Г. І. Петровського. У маєтку розмістили сільськогосподарську школу. З 1937 року Петровське стало Петрівкою.
Під час другої світової війни в маєтку була влаштована румунська комендатура. Румунські війська вивезли при відході старовинні дзеркала, дубові двері, паркет. Окупанти вирубали англійський парк Курісів. Однак після війни була проведена реставрація садиби.
Чергова реставрація була запланована на 1990 рік, однак літньої ночі вибухнула гроза, вдарила блискавка, і до ранку садиба вщент вигоріла.
2000 року Петрівку відвідував Олександр Олександрович Куріс, прямий нащадок грецького генерала, що проживає в Парижі.
20 березня 2024 року Комітет Верховної Ради України з питань організації державної влади, місцевого самоврядування, регіонального розвитку та містобудування підтримав перейменування села на Покровське, проте депутати Верховної Ради не підтримали це перейменування.

## Населення
Згідно з переписом УРСР 1989 року чисельність наявного населення села становила 3602 особи, з яких 1854 чоловіки та 1748 жінок.
За переписом населення України 2001 року в селі мешкало 3676 осіб.

### Мова
Розподіл населення за рідною мовою за даними перепису 2001 року:
| Мова       | Відсоток |
| ---------- | -------- |
| українська | 89,88 %  |
| російська  | 8,11 %   |
| болгарська | 1,17 %   |
| румунська  | 0,44 %   |
| гагаузька  | 0,19 %   |
| вірменська | 0,05 %   |
| польська   | 0,05 %   |
| білоруська | 0,03 %   |

## Символіка
Затверджена 4 жовтня 2011 р. рішенням № 67-VI сесії сільської ради.

### Герб
В синьому щиті золотий палац, з якого виникає такий самий лев, що тримає в лапах зелену гілку, супроводжуваний вгорі срібним покровом, обтяженим золотими хрестами, що супроводжується зверху срібною восьмипроменевою зіркою. Щит вписаний в золотий декоративний картуш і увінчаний срібною міською короною.

### Прапор
В центрі квадратного синього полотнища жовтий палац, увінчаний жовтим левом, що тримає в лапах зелену гілку, зверху білий покров з двома жовтими хрестами, супроводжуваний зверху білою восьмипроменевою зіркою.

### Значення символів
Композиція золотого замку і Покрови Пресвятої Богородиці символізують перші згадки села під назвою Курісо-Покровське. Золотий замок нагадує середньовічний замок з елементами готики і мавританської архітектури, пам'ятник культури державного значення — помістя Курісів. Восьмипроменева срібна зірка — символ Пресвятої Богородиці — символізує першу назву села — Покровське і першу православну церкву в честь якої Іван Куріс назвав село. Свята Покрова — символ захисту і заступництва. Лев — головний елемент сімейного герба Курісів. Золотий, жовтий колір є символом багатства, благородства, достатку. Срібний, білий колір символізує чистоту і невинність. Синій символізує гідність, добро, а також красу і велич Тилігульського лиману. Герб розміщений в золотому картуші, рекомендований Українським геральдичним товариством, оздоблений сільською короною, яка вказує на її статус.

## Відомі люди
Уродженці села:

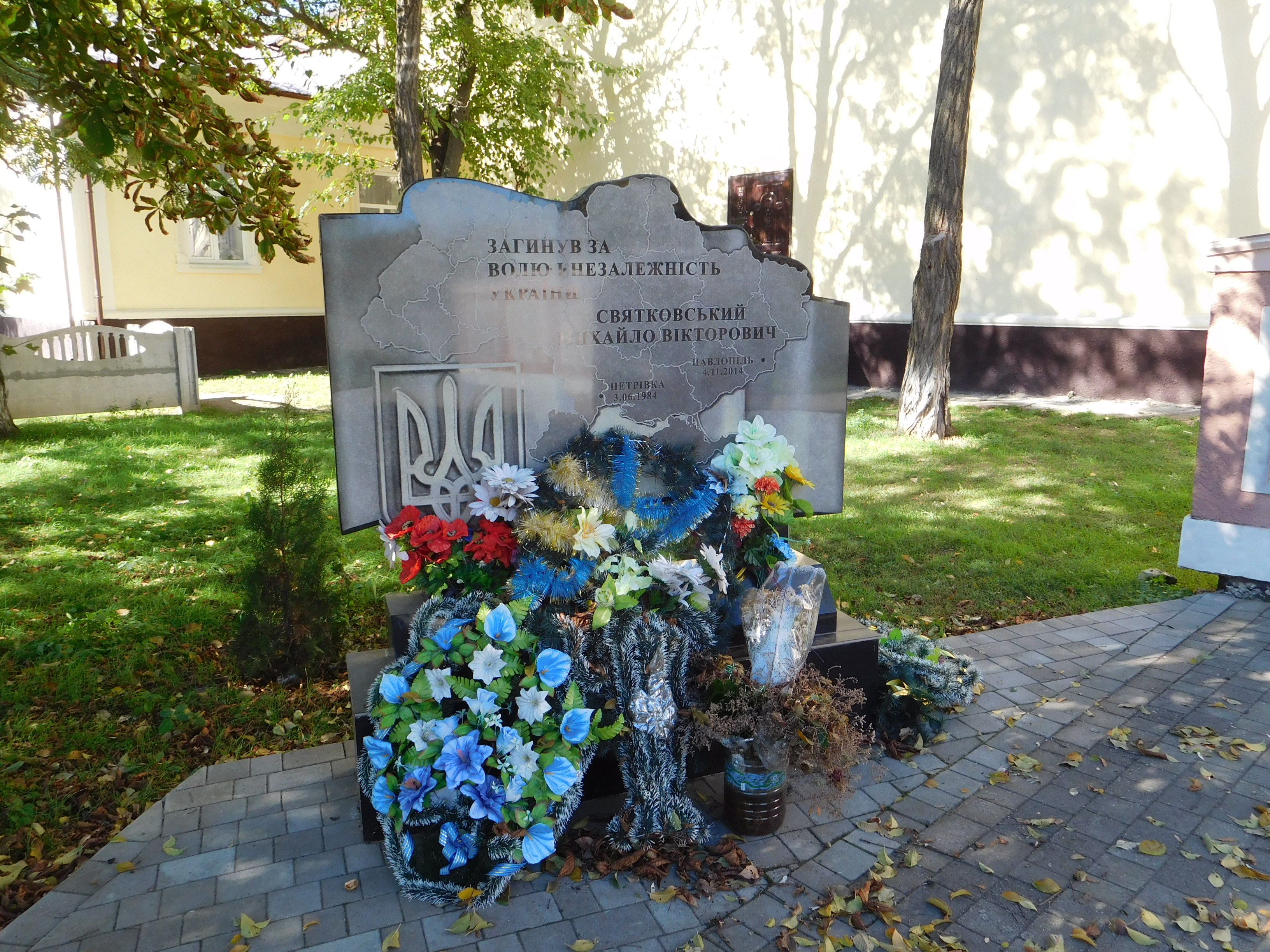
Меморіал Михайлу Святковському в центрі села

- Святковський Михайло Вікторович (1984—2014) — солдат Збройних сил України, учасник російсько-української війни.
- Синицький Володимир Михайлович — український маляр-пейзажист.